# Terrier

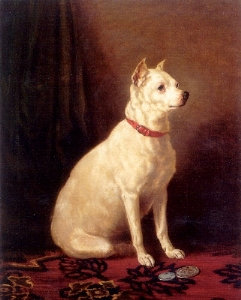
Un extint Old English White Terrier pintat en el.

Es denomina Terrier o Gos de cau un extens grup de races de gos emparentades entre si, en la seva major part originàries de les Illes Britàniques. El nom Terrier prové del llatí Terra, que significa terra. Tot i que la majoria són de mida petita, tenen un caràcter decidit, enèrgic i inquiet, molt apropiat per a la caça de rates i feristeles que va ser el seu principal ús i pel que van ser seleccionats.

## Història

### Orígens i evolució
Els primers Terrier eren gossos de petita mida i pèl dur que s'utilitzaven per caçar rates, conills i en general petites feristeles. Aquests gossos no eren exemplars homogenis i pràcticament diferien d'una granja a una altra.
A finals del segle xix, i a conseqüència de les primeres exposicions canines al Regne Unit, comença a crear-se el concepte de raça i comencen a diferenciar-se uns llinatges d'altres i a crear-se les noves races.
Els Terriers posseeixen grup propi en totes les grans organitzacions Cinològiques Internacionals (American Kennel Club, Kennel Club (UK), FCI...), encara que les races incloses en aquests grups varien d'una associació a una altra.
Algunes races malgrat portar el nom de terrier no ho són en realitat, exemple d'això són el Terrier tibetà i el Terrier rus, que a més no es troben dins d'aquest grup. D'altres, en contra del que podria semblar per la seva petita mida i delicat aspecte sí que ho són, un bon exemple és el Yorkshire terrier.

## Genètica del seu origen
L'anàlisi genètica mostra que la majoria dels terrier estan dins del clúster genètic «modern» de les races de gossos «caçadores» desenvolupades a partir del mateix grup d'avantpassats a l'Europa del segle xix. Uns pocs terrier es troben al clúster genètic del «mastiff» (mastí), juntament amb el Pomerània, el Labrador retriever i altres gossos de cap gran. Mentre que el Terrier tibetà es troba a l'agrupació antiga dels gossos d'Àsia i Àfrica, així com el Pequinès.

## Races de terriers
La Federació Cinològica Internacional inclou a les races terrier en el Grup III, subdividida en 
Secció 1: Terriers de mida gran i mitjana, Secció 2: Terriers de mida petita, Secció 3: Terriers de tipus bull i Secció 4: Terriers de companyia.

### Secció 1: Terriers de mida gran i mitjana

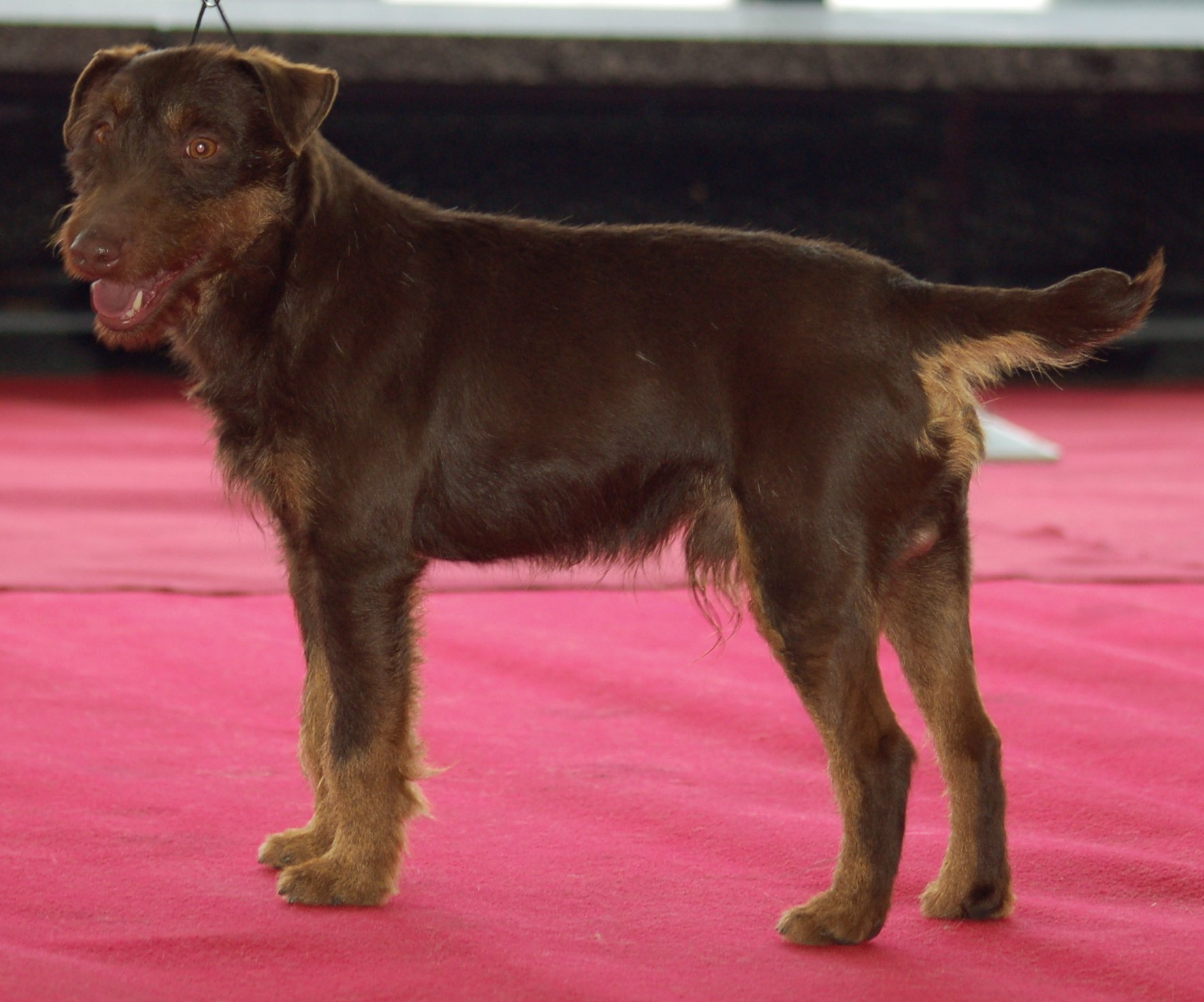
Terrier alemany
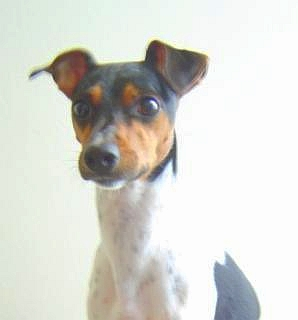
Terrier brasiler
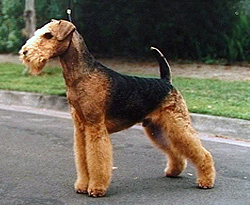
Terrier d'Airedale
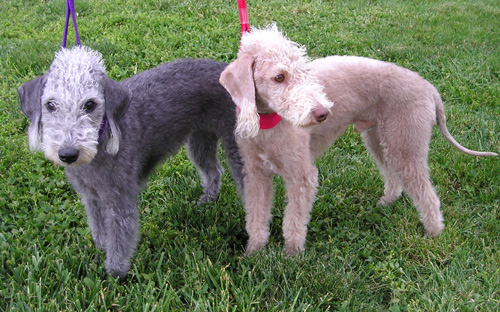
Bedlington terrier
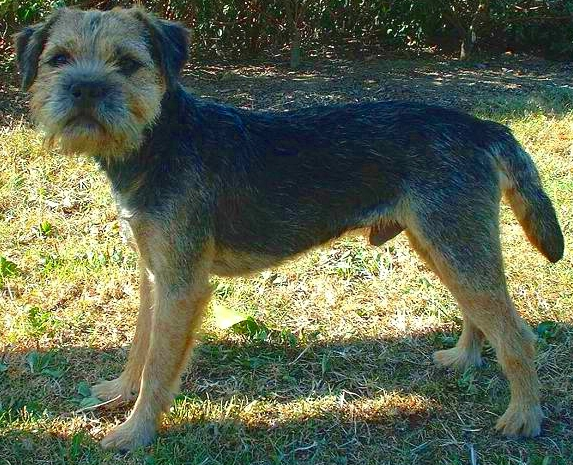
Border terrier
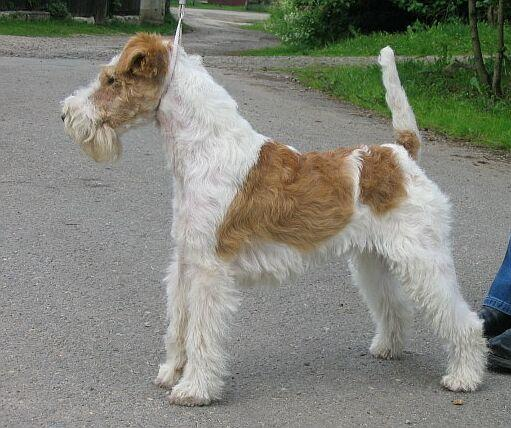
Fox terrier (Pèl dur)
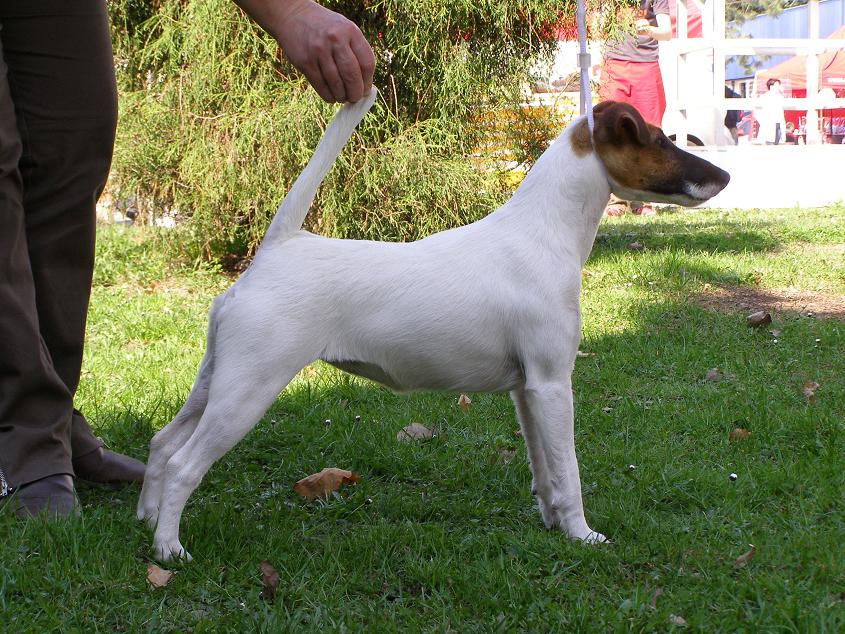
Fox terrier (Pèl llis)
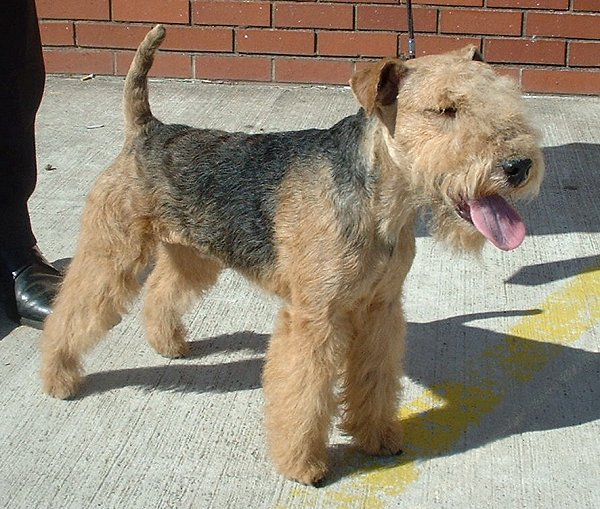
Lakeland terrier
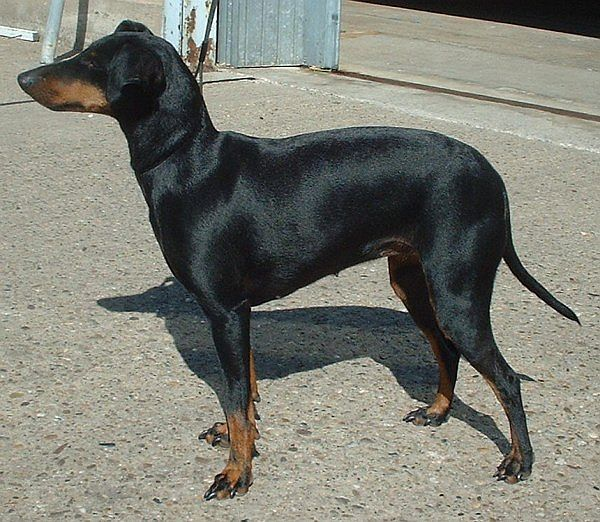
Terrier de Manchester
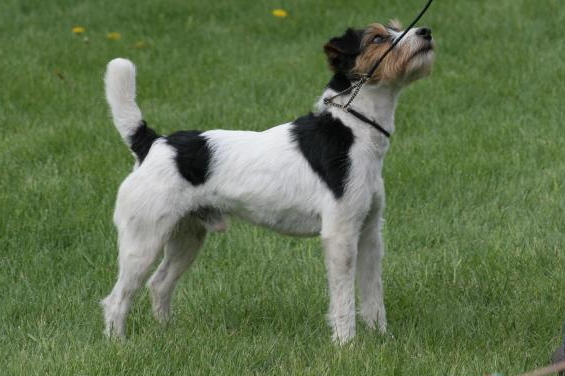
Terrier de Parson Russell
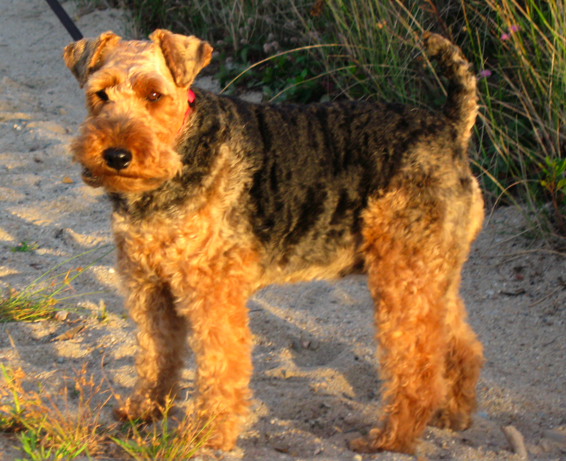
Terrier gal·lès
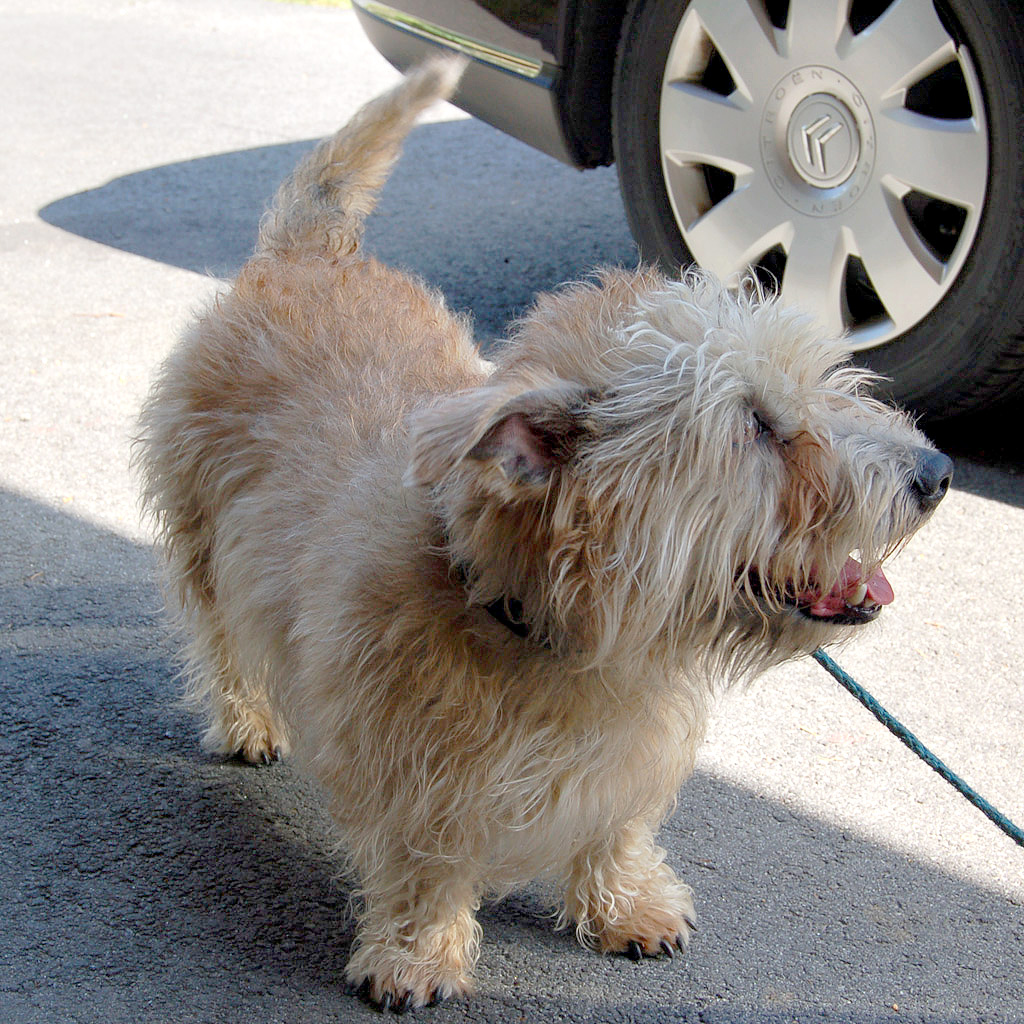
Glen of imaal terrier
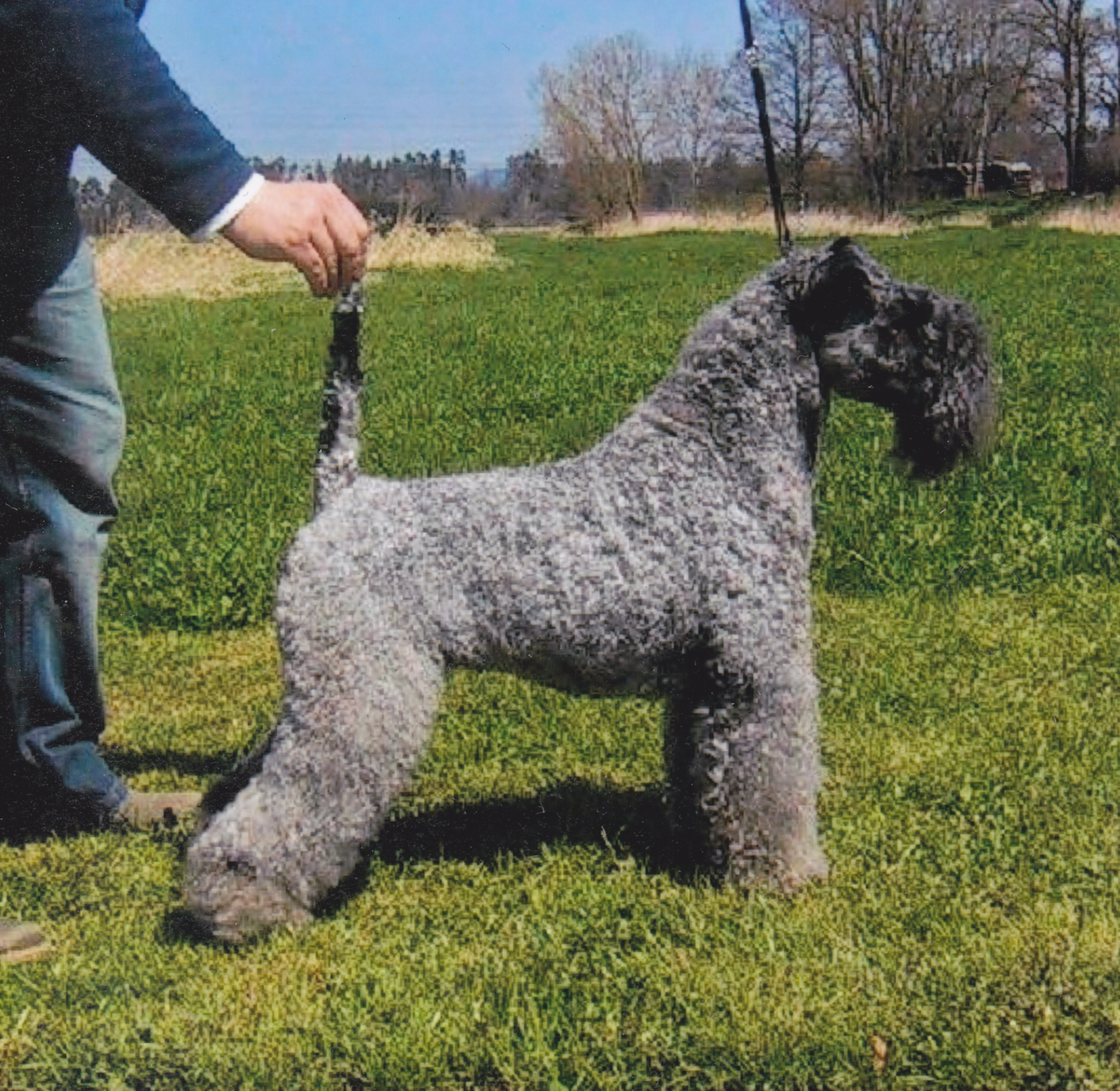
Kerry blue terrier
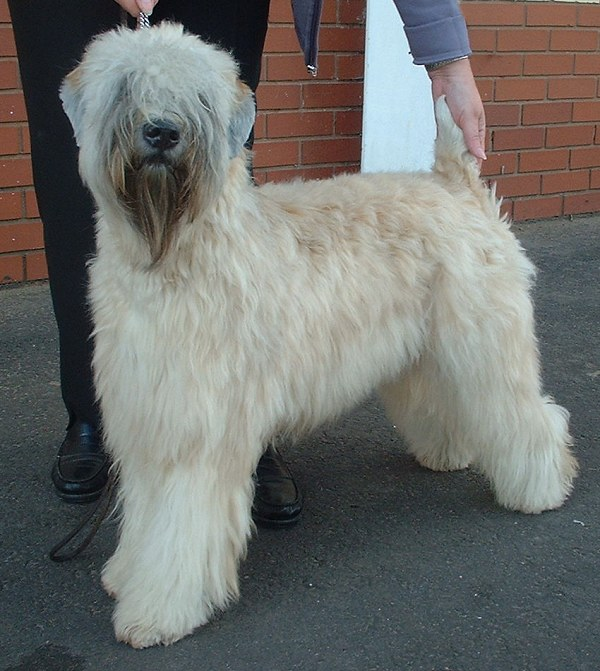
Irish soft coated wheaten terrier

#### Races reconegudes a nivell nacional

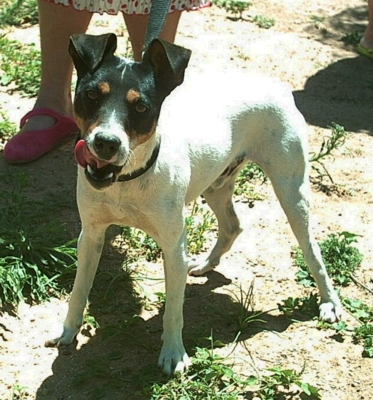
Gos ratoner andalús
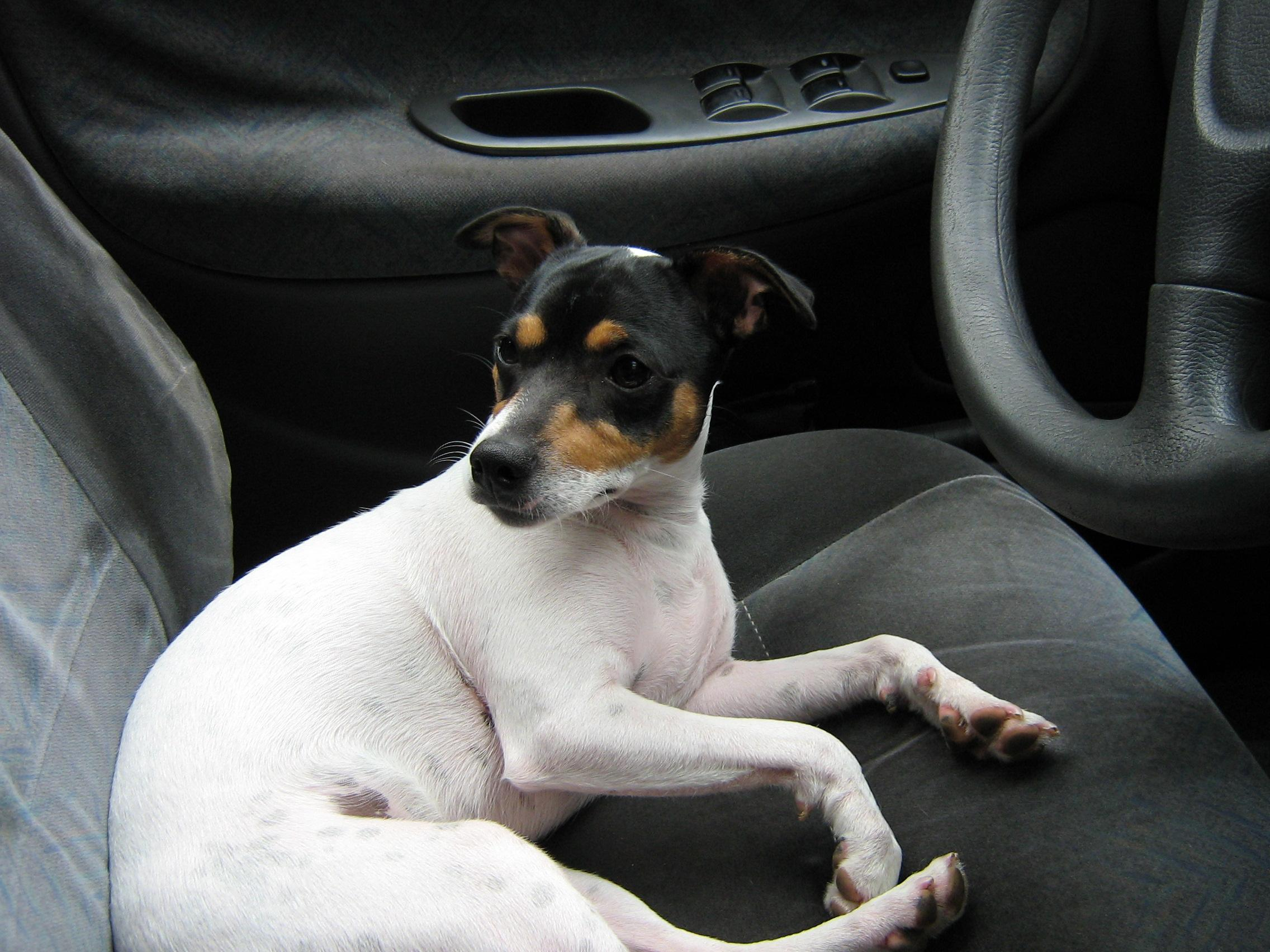
Fox terrier xilè

### Secció 2: Terriers de mida petita

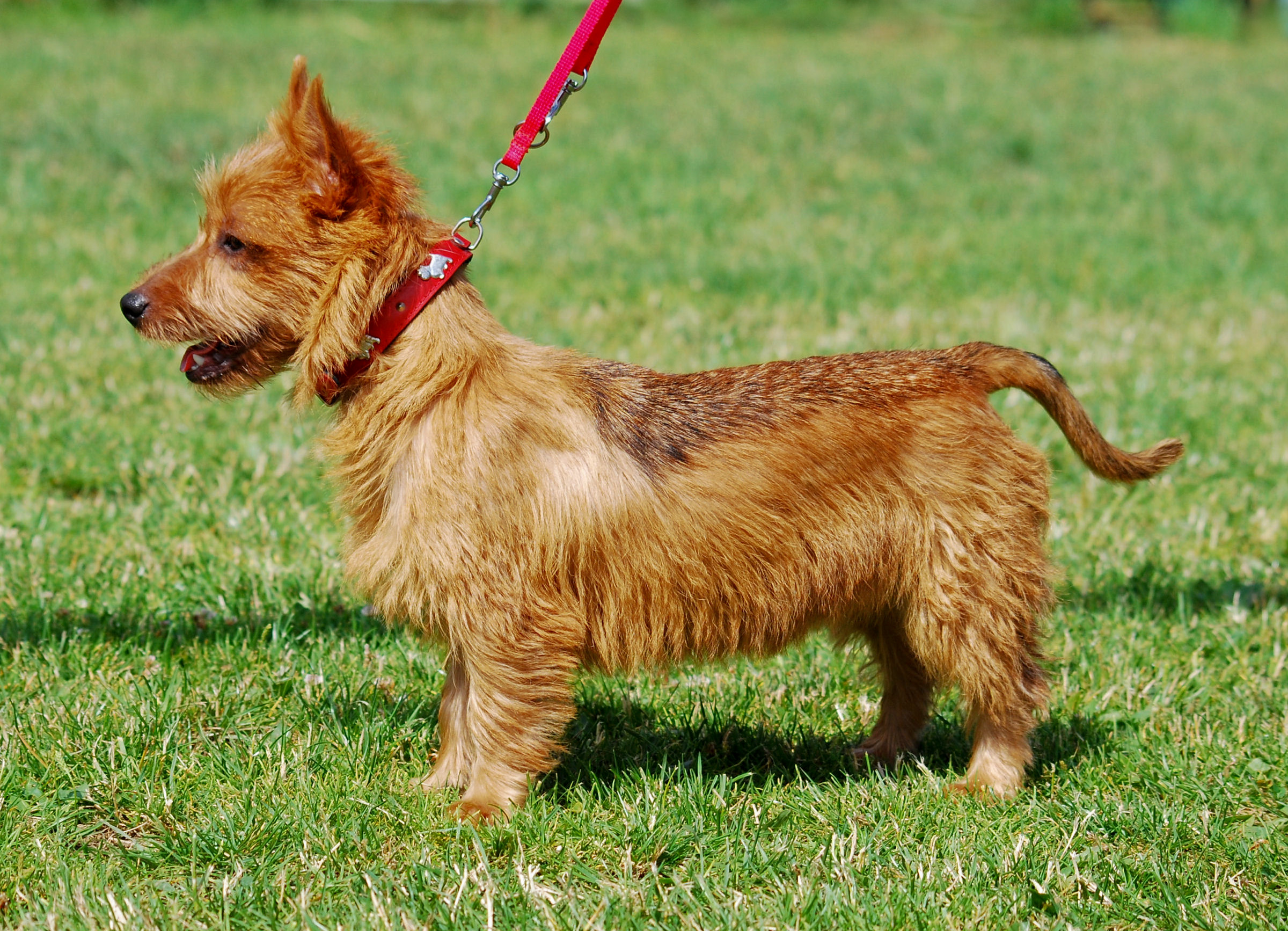
Terrier australià
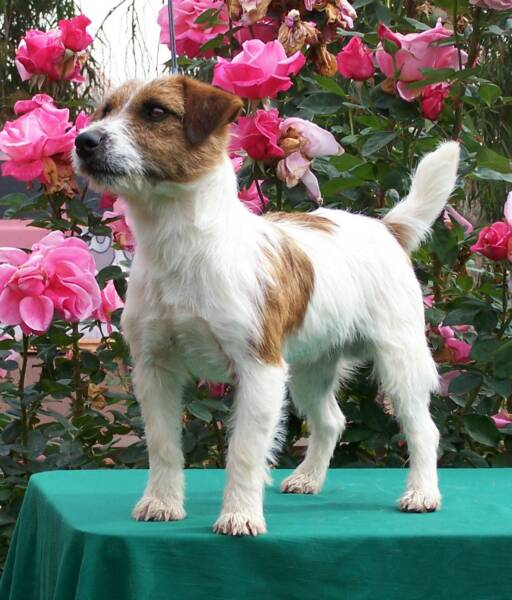
Terrier de Jack Russell
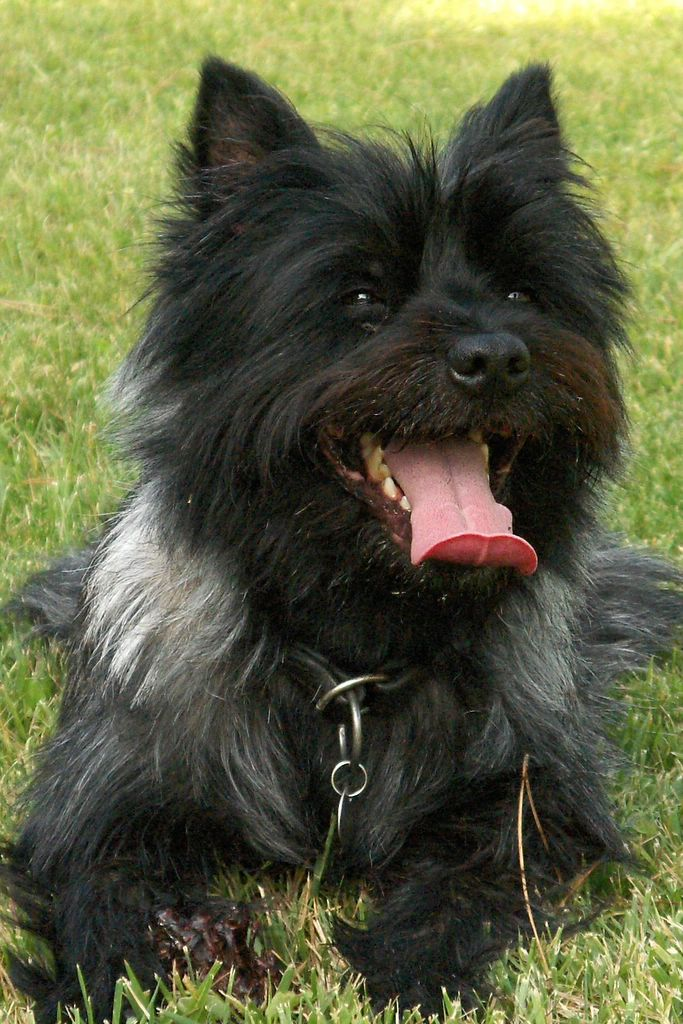
Cairn terrier
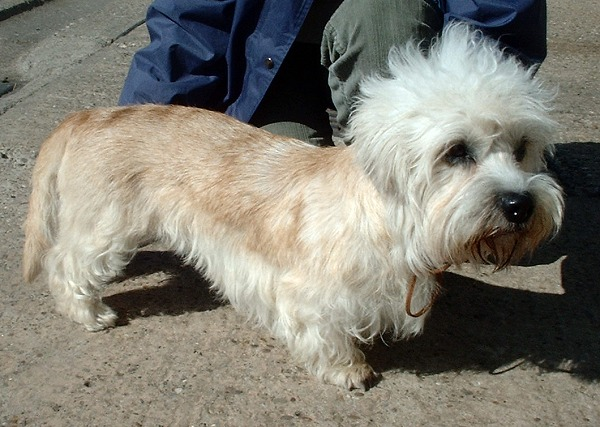
Dandie Dinmont Terrier
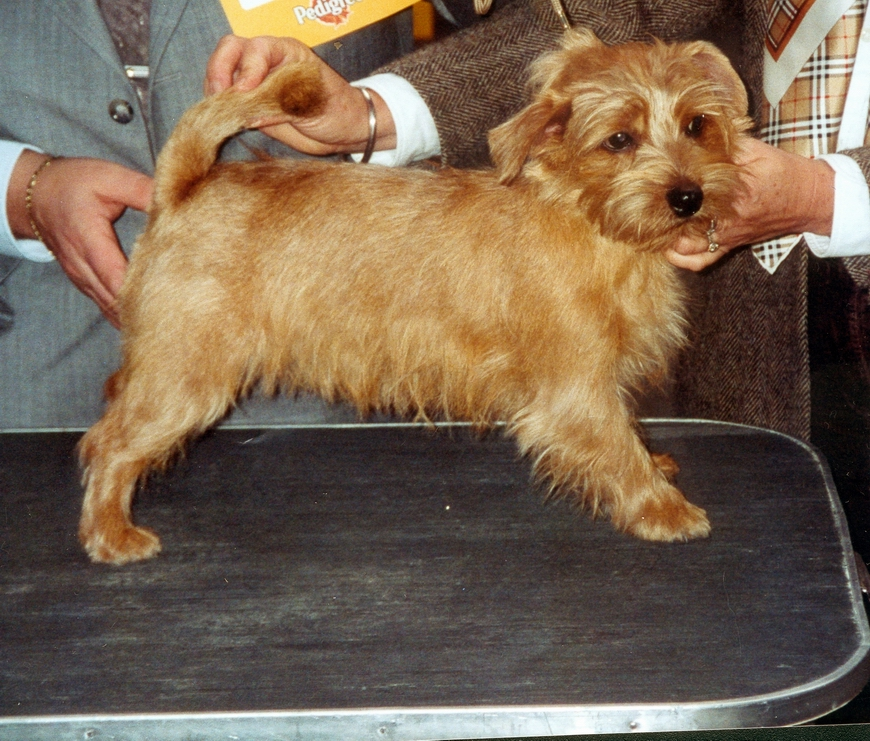
Norfolk terrier
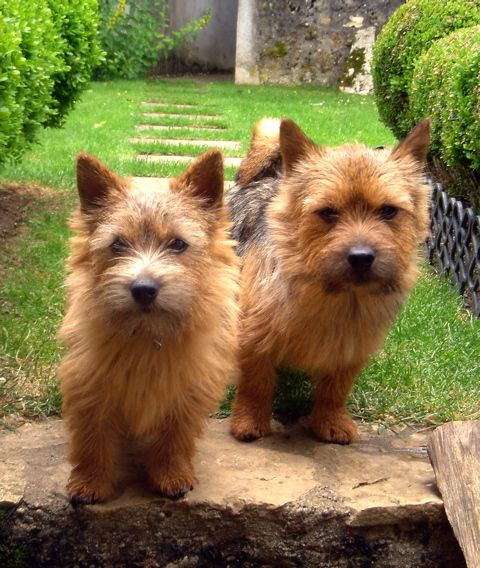
Norwich terrier
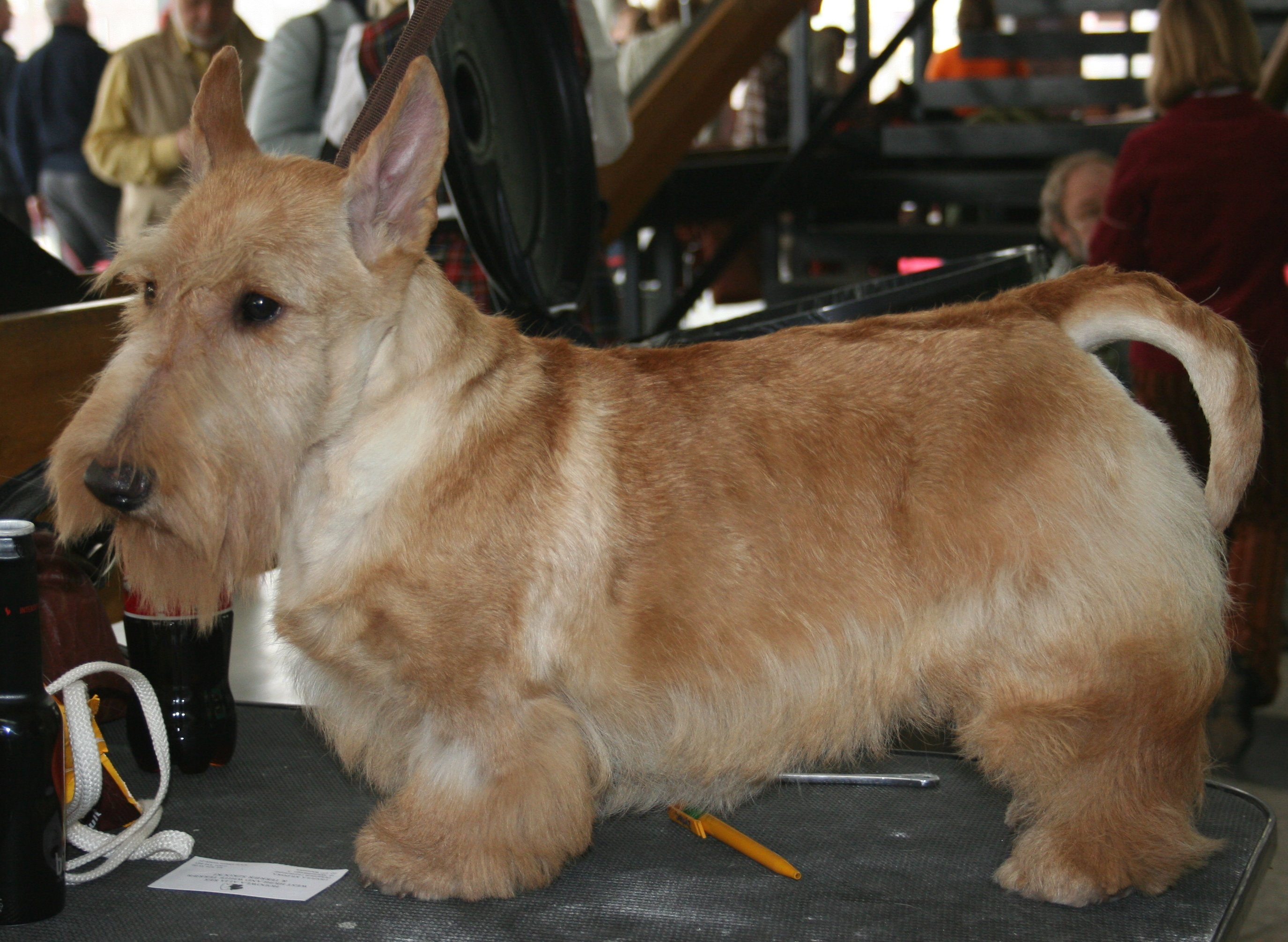
Terrier escocès
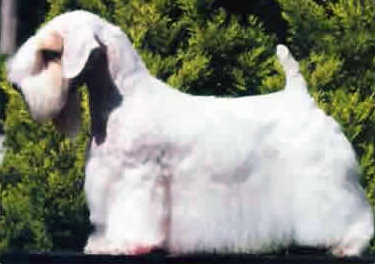
Sealyham terrier
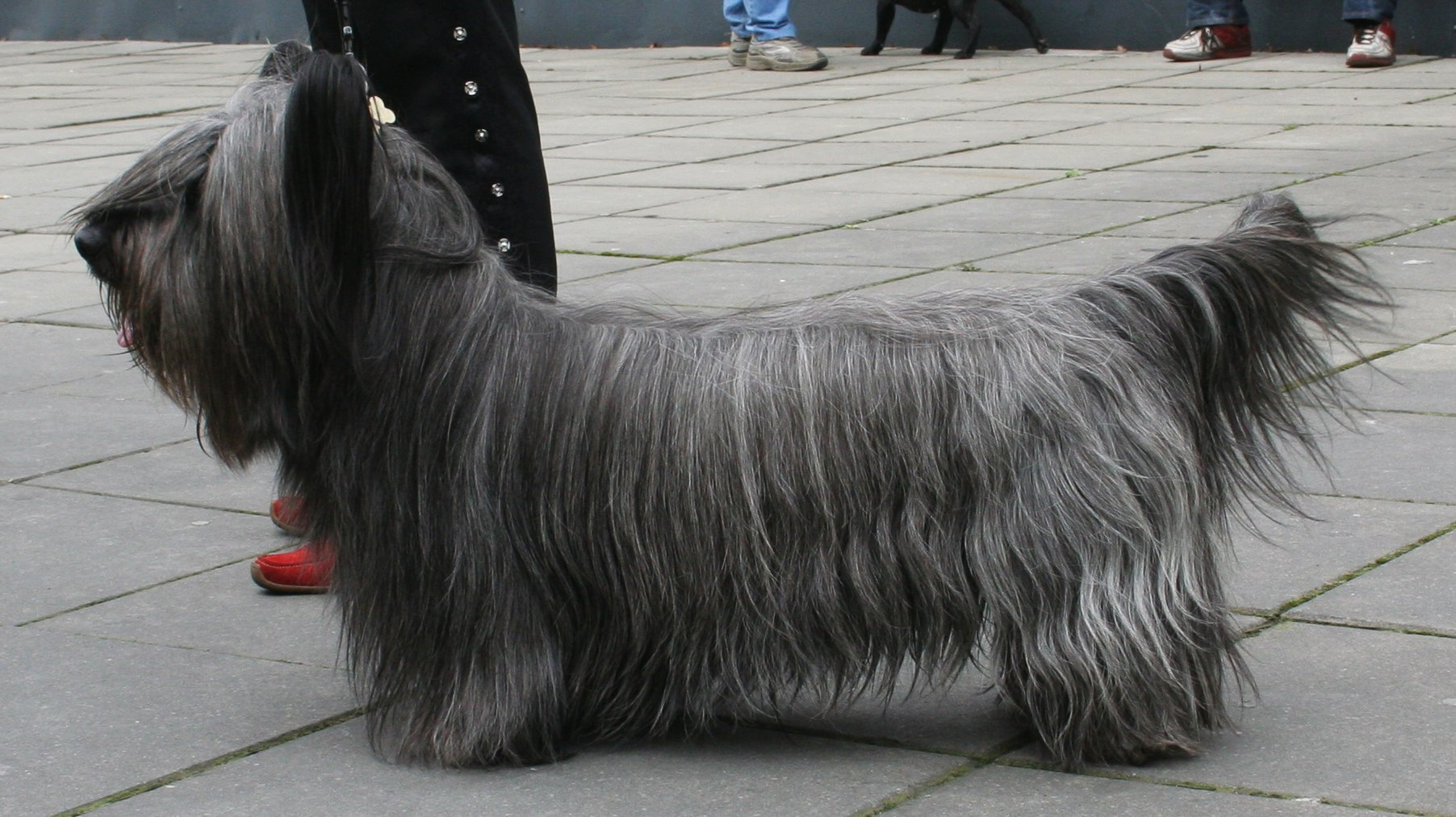
Skye terrier
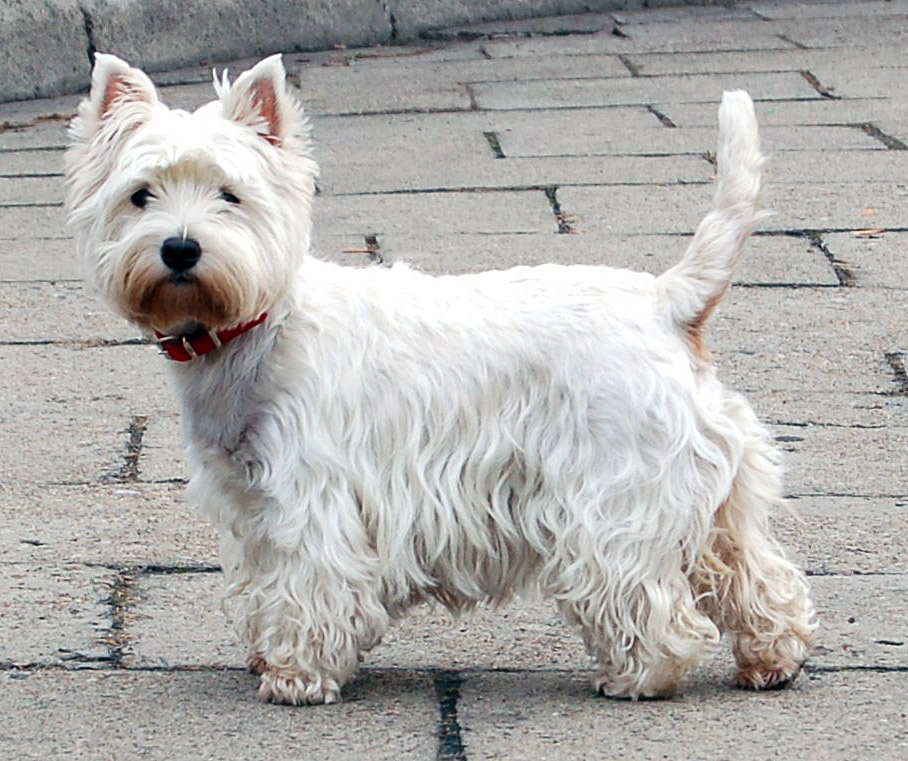
West Highland White Terrier
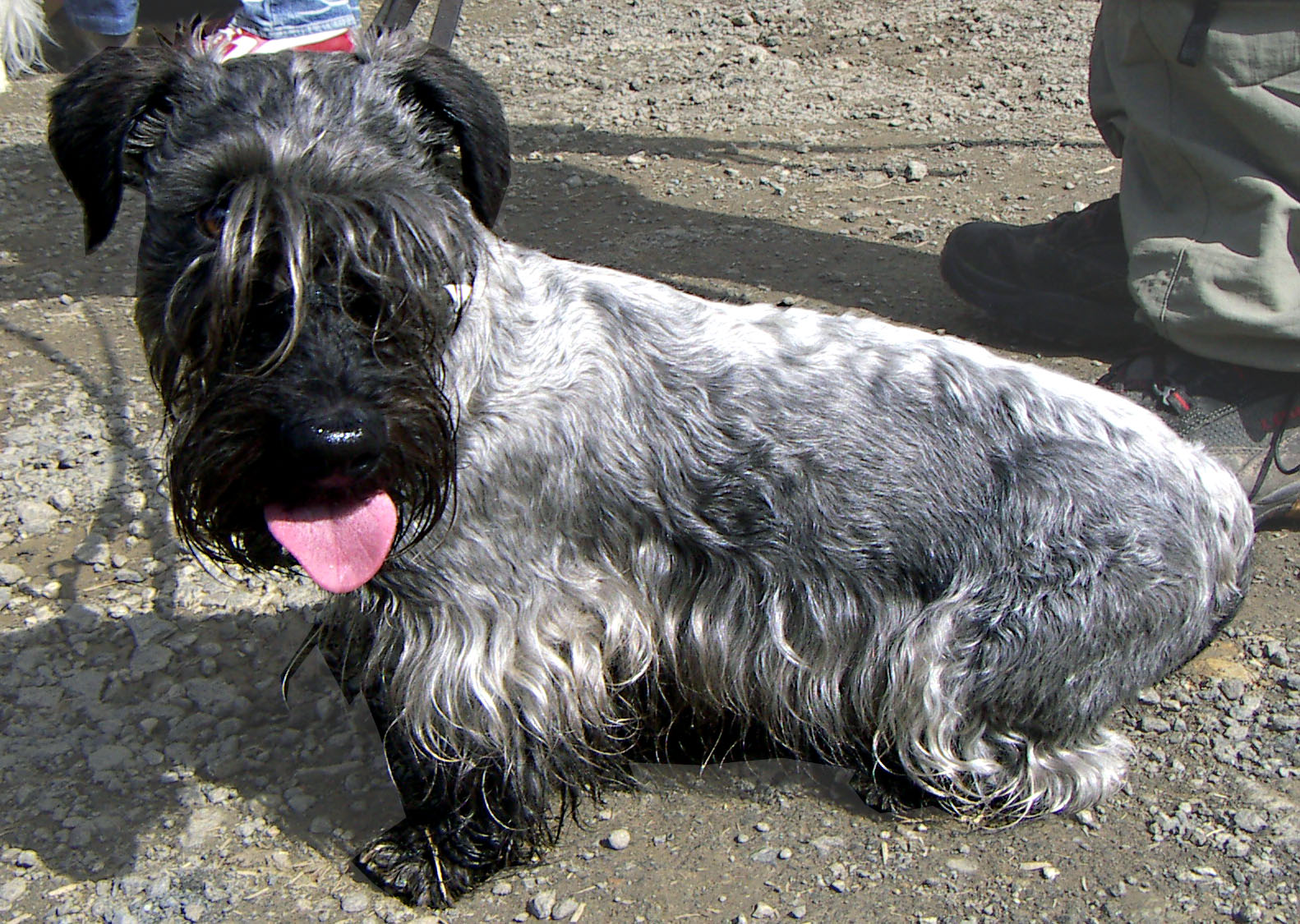
Terrier txec

### Secció 3: Terriers de tipus bull

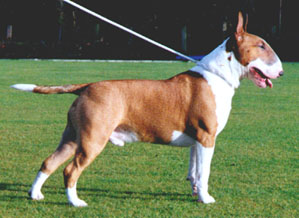
Bull terrier
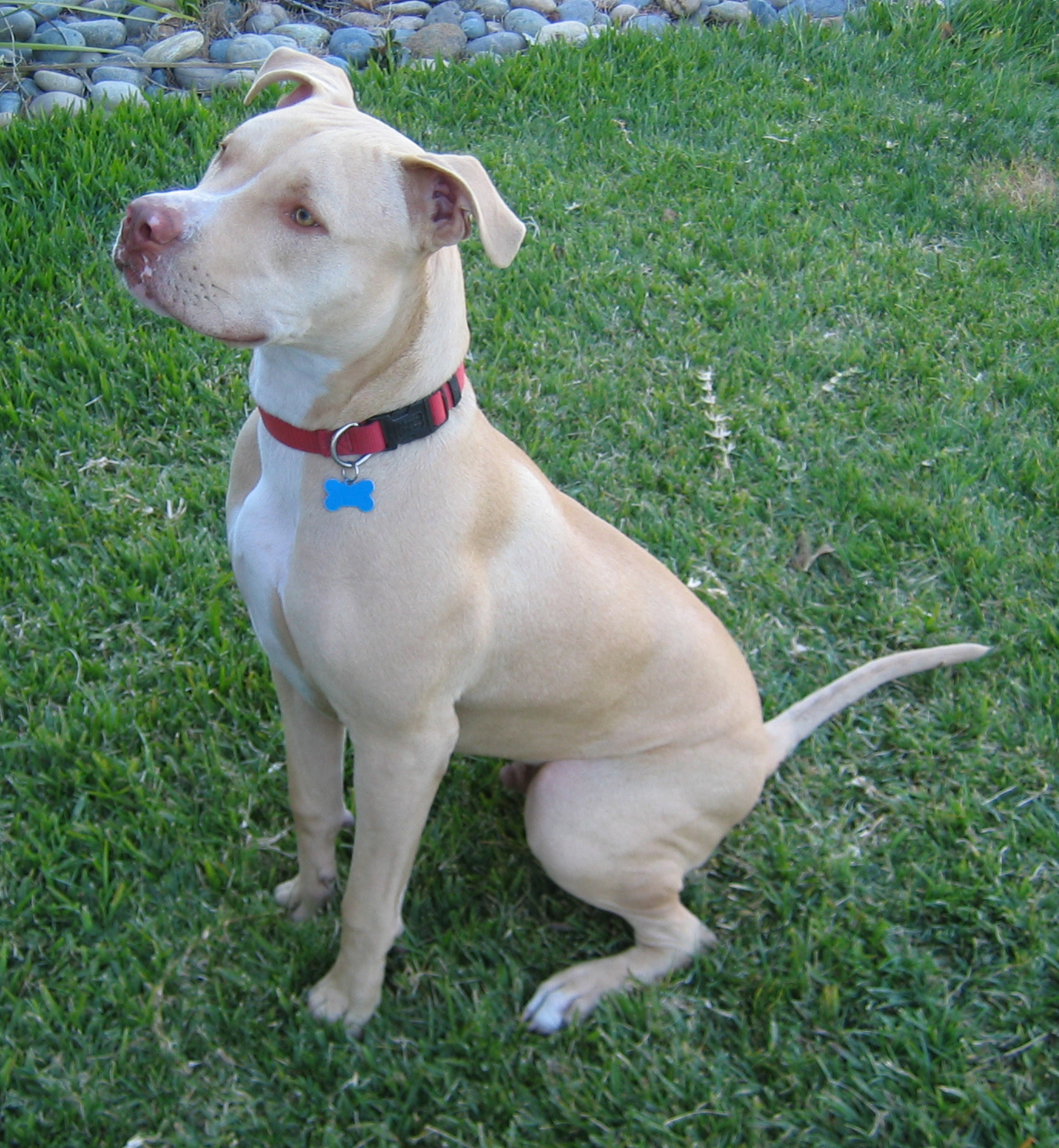
Pitbull terrier americà
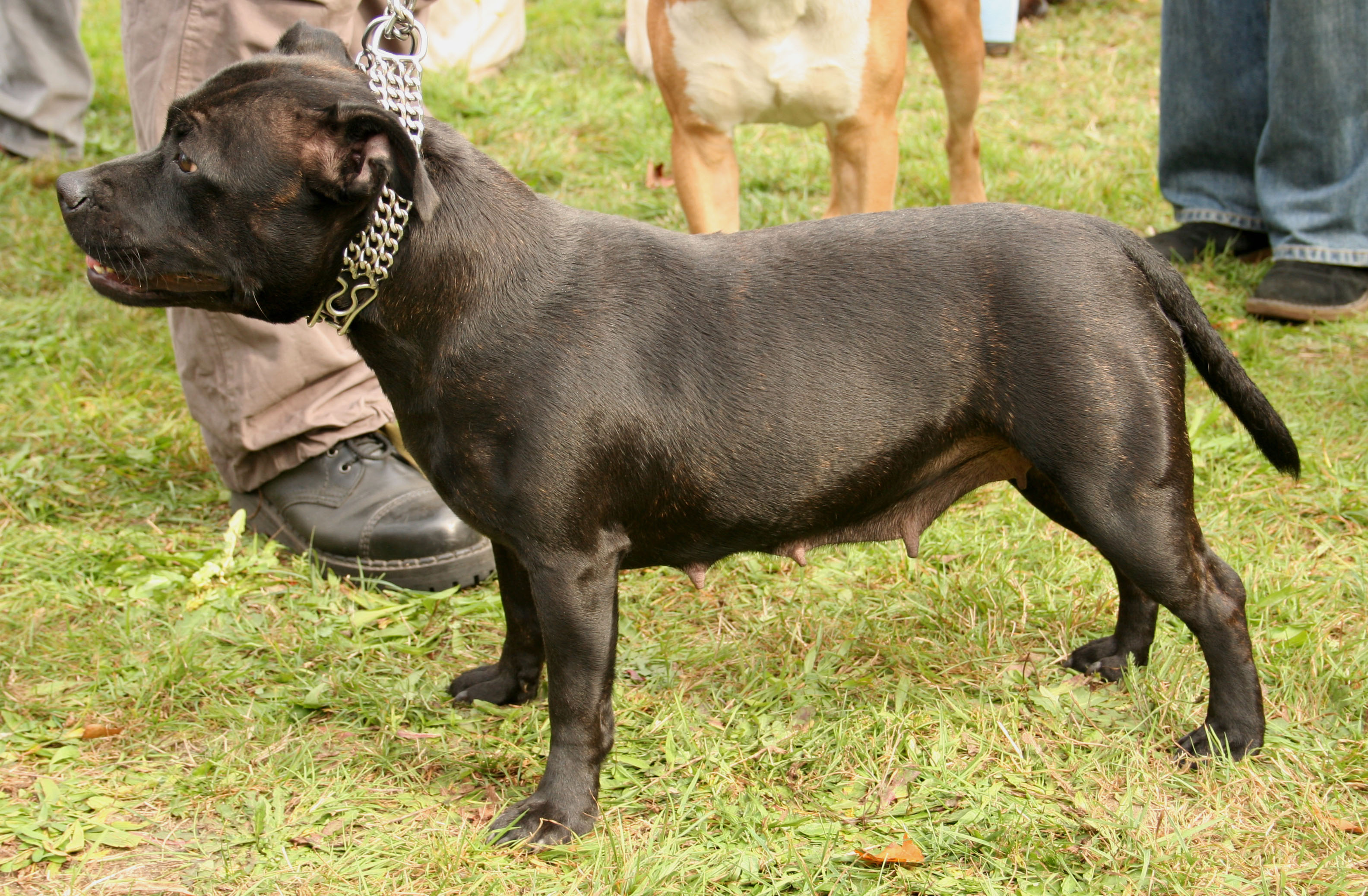
American Staffordshire Terrier

### Secció 4: Terriers de companyia

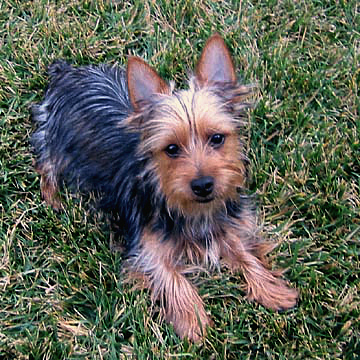
Australian Silky terrier
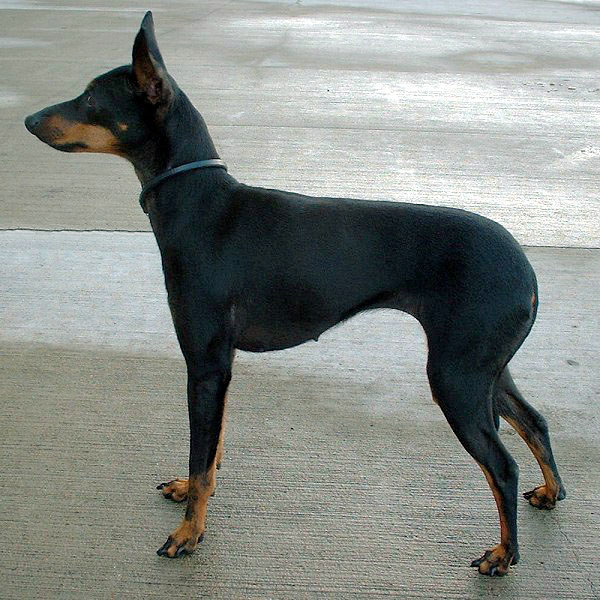
Terrier miniatura anglès English toy terrier
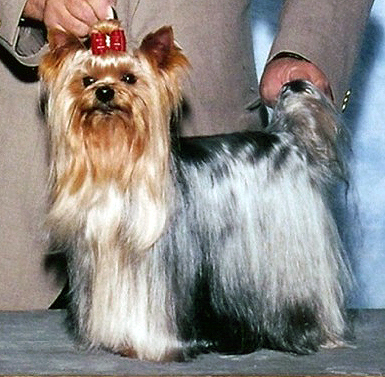
Yorkshire terrier

## Certificats de treball
Per tal de fomentar i promoure la cria, la caça i la propietat de terriers de la mida, la conformació i el caràcter adequats per actuar com a terriers de treball, s'han creat diverses associacions que tracten de promoure mantenir les aptituds de terrier des d'aquesta òptica. Una de les activitats que promouen és sotmetre els gossos a diverses proves per demostrar la seva capacitat de treball, i en aquest cas els gossos es fan creditors d'un Certificat de Treball.
El Certificat de Treball (WC, per les sigles en anglès) es concedeix únicament als gossos a cadascuna de les següents captures en pedrera treballada en una terra natural: marmota, guineu, ossos rentadors , teixó, didelfimorfs, i altres captures considerades acceptables per l'entitat que atorga el certificat. El gos ha de demostrar la seva aptitud mitjançant el treball en terra realitzat a la pedrera especificada. Això no inclou el treball en un desguàs o qualsevol altre tipus de terra artificial. El gos ha d'entrar a terra sense ajuda. Si el gos marca activament una entrada restringida o impedida a una terra, es permet a una persona retirar una restricció, com una pedra o una arrel. Tot i això, no es permet més ajuda, alteració o ampliació de l'entrada al cau. El gos ha d'entrar prou lluny per quedar completament fora de la vista quan una persona estigui mirant cap al forat.
El gos ha de localitzar la presa a la terra completament sol sense estímul (gos o humà). Es permet una simple comunicació verbal del gos. No estan permesos els estímuls verbals forts, frenètics o excitats al gos. El gos ha de treballar sol (un sol gos a la terra), ha de treballar fins a la presa i fer-la fugir o treure-la de la terra. Si la presa no es desprèn o no és extreta, el terrier ha de treballar de manera que permeti als excavadors localitzar i excavar fins al planter.